# Gwara kramska
Gwara kramska – gwara języka polskiego występująca w miejscowości Kramsk i jej okolicach we wschodniej Wielkopolsce. Gwara ta jest silnie związana z gwarą wielkopolską. Gwara kramska została dokładnie opisana w 1968 roku przez dr Piotra Bąka – kramszczanina.

## Cechy gwary kramskiej
Główne cechy gwary okolic Kramska:
- Dawna długa samogłoska a jest wymawiana jak samogłoska o; zamiast pan, sam, grad, rad, tu mówi się: pon, som, grod, rod, ale w innych przypadkach, w których nie było długiej samogłoski, wraca samogłoska a: gradu, pana, rada, sama.
- Samogłoska nosowa ą wymawiana jest podobnie jak w języku ogólnopolskim: sąd, wąchać, wąsy, rąbać, kącik, kąpać.
- Samogłoska ogólnopolska ę jest wymawiana jako y lub i nosowe, co nazywa się ścieśnianiem mowy, np. gś (gęś), piść (pięść), a przed samogłoskami zwartymi: p, b, k, g, t, d oraz c, dz, ć w sposób rozłożony: kympa, gymba, tyntynt, rynka, tyngi, nyndza, pindziesiąt, mynczyć.
- Samogłoska o na początku wyrazów jest poprzedzona zawsze ł, np. łoko, łokno, łobraz, łodejdź.
- W okolicy Kramska występują wielkopolskie uproszczenia w grupach spółgłosek i wymowa: dłuszy (dłuższy), niszy (niższy), wyszy (wyższy), gasztka (garstka), waszta (warstwa szczególnie snopów w sąsieku), wasztat (warsztat). Nie występują tu natomiast większe wielkopolskie uproszczenia w wyrazach: szur (szczur), dieżak (dierżak), skażyć (skarżyć), czymać (trzymać), drzewo (drzewo), dżozga (drzazga).
- Wyśmiewano tu wielkopolską wymowę oł zamiast tutejszego eł w wyrazach: połny, pudołko, krzesołko.
- W odmianie czasowników w 2 osobie liczby mnogiej występuje końcówka –ta zamiast ogólnopolskiej końcówki –cie, np. gdzie idzieta, co robita, nie mówta tak, zróbta to inacy.
- W 1 osobie liczby mnogiej rozkazy i polecenia mają końcówkę –ma: chodźma, róbma, zaniźma. Natomiast w trybie oznajmującym występuje tu końcówka –my: chcymy, idzimy, robimy, mówimy.
- Czasowniki z przyrostkiem –ać, np. gadać, trzymać mają w rozkazach przyrostek –ej: nie godej, trzymej, uciekej.
- Czasowniki pochodzące od słowa iść, utworzone z przedrostkami mają rdzeń rozszerzony o spółgłoskę ń: dońdę (dojdę), przeńde (przejdę), wyńde (wyjdę), zańde (zajdę).
- Przymiotniki charakterystyczne tworzy się z przyrostkiem –aty, –ity, np. ceglaty, pioszczaty (piaszczysty), wodnity (mający dużo wody).
- Czasowniki mleć i pleć tworzą czas teraźniejszy z twardą spółgłoską m i p: mele, pele lub częściej myle, pyle zamiast ogólnopolskiej wymowy mielę, pielę. Jest to wpływ form czasu przeszłego: mełł, pełł. W czasie przeszłym czasowniki te mają formę: mylił, myliła, mylili, pylił, pyliła, pylili.
- W odmianie rzeczowników, przymiotników, zaimków i czasowników nie odróżnia się form męskoosobowych typu: ci, nasi, dobrzy, mili chłopcy,, lecz stosuje się formy żeńsko-rzeczowe: te nasze dobre miłe chłopaki, czyli podobnie jak: te nasze dobre miłe kobity lub te nasze dobre dzieci.
- W bezokolicznikach czasowników nie rozróżnia się tu dwóch przyrostków –eć, –ić, np. siedzieć, robić, lecz tylko jeden przyrostek ić, i mówi się nie tylko robić, nosić, ruszyć, ale i siedzić, słyszyć, grzmić, zaprzyć (drzwi).
- W odmianie czasowników chwiać, grzać, lać, piać, wiać, dać, ziać (ziewać) w czasie przeszłym zachowany jest w liczbie mnogiej temat liczby pojedynczej, a więc: chwioł, chwioła, chwioli, loł, loła, loli, grzoł, grzoła, grzoli.
- Czasowniki bać się i stać mają tu nieściągniętą wymowę boić się, stoić, a w czasie przeszłym formę: bojoł się, bojała się, bojało się, stojoł, stojała, stojało.

## Leksyka
Do mazowiecko-kujawskich cech gwarowych istniejących w tutejszej gwarze należy końcówka –my zamiast ogólnej –mi w narzędniku liczby mnogiej rzeczowników, przymiotników, zaimków i liczebników porządkowych, np. tymy, takiymy, ładnymy rzeczamy, przed piyrszymy mrozamy. Mówiło się tu także my zamiast mi, np. dej my pić, a także me zamiast mnie, np. boli me głowa.
Do Kramska sięgała mazowiecko-kujawska wymowa –re zamiast –ra w wyrazie radło i pokrewnych: redlić, redlina, obredlać. Taka wymowa występowała w miejscowości Kramsk-Pole, ale w ostatnim czasie już się nie spotyka tej formy. W odniesieniu do nazw młodych zwierząt, które mają przyrostek –ę: kocię, cielę, jagnię, źrebię, w Kramsku, występuje przyrostek –ok: cielok, jagniok, źrybok, psiok, kociok, kaczok. Generalnie na tym terenie występuje słownictwo wielkopolskie, np. bląg (przegroda w stodole), ikra (łydka), judy (uda), kierzynka (do robienia masła), latopyrz (nietoperz), kozieł (podpora łat w konstrukcji dachu), luśnia (podpora drabiny w wozie drabiniastym), modrok (chaber w zbożu), śpik (skroń), ślągwa (kobieta brudas), wywioła (wilga, żółty ptak gwiżdżący na deszcz), tórz (tchórz), wąsina (gąsiennica), zacłuna (zasłonka w oknie). Wielkopolsko-kujawskimi są wyrazy: kruszka (gruszka), moltyk (posiłek), paskud i plug (ropa we wrzodzie), trafta (tratwa). Ten ostatni wyraz przywędrował tu najprawdopodobniej z osadnikami, którzy wcześniej być może spławiali drzewo na Wiśle. Z kolei od słów: paskud i plug, pochodzą wyzwiska: paskudnik, paskudziorz i zapomniany już plugocz (bezecnik). Popularny wyraz cudować (wyprawić dziwy, dziwnie się zachowywać), to nabytek gwarowy z Mazowsza, podobnie jak: czoła (pszczoła) i śle (puszorki). Te dwa ostatnie wyrazy występowały w gwarze mieszkańców Kramsk-Łazów. W gwarze Kramska nie występowało mazurzenie, czyli wymowa c, z, s, dz, zamiast cz, ż, sz, dż, np.: scupok, cas. Taka wymowa u przybyszów, była wyśmiewana. Zdarzało się jednak szadzenie, częste na granicy gwar niemazurzących i mazurzących. Tu mówi się szkarpyty (skarpety), szwachować (swatać), szypłać (supłać) oraz Żocha, Żośka. Na uwagę zasługuje też wyraz tęga (tęsknota), np. tak mi tynga (tak tęsknię), tynga ci było (czy tęskniłeś), którego już nie spotyka się w mowie współczesnych mieszkańców Kramska i okolic. Po raz ostatni słyszano to słowo na początku lat osiemdziesiątych z ust sędziwej mieszkanki wsi Święte (Tak mi było za tobą tynga). Powszechnie mówiło się też tu: zwuny (dzwony), zwunki, zwunić (dzwonki, dzwonić) oraz zbanek zamiast dzbanek. Zdaje się, że zjawiskiem powszechnym w kulturze polskiej jest powolne, stopniowe zanikanie gwar, na rzecz języka ogólnopolskiego, którego używa się w szkole, kościele, urzędzie, a także w sklepie, gdyż ludzie wstydzą się mówić gwarą, choć ją dobrze znają, rozumieją i potrafią się nią posługiwać. Z gwar znikają te formy, które są rażące z punktu widzenia języka ogólnego. Zanika przegłos wielkopolski, czyli wymowa o jak ue, a ó jak uy, np. kueza, muedy (młody). Zmiany w sposobie mówienia wynikają z rozwoju kultury na wsi, a także z zanikania tradycyjnego rzemiosła wiejskiego, takiego jak: tkactwo, bednarstwo, kołodziejstwo, miotlarstwo. Niewiele osób już pamięta nazwy dotyczące warsztatów i czynności, którymi poprzednie pokolenia posługiwały się na co dzień.